# Cầu diệp tóc
Cầu diệp tóc (danh pháp hai phần: Bulbophyllum lemniscatoides) là một loài phong lan thuộc chi Bulbophyllum. Loài này phân bố tại một số nước Đông Nam Á.

## Phân loài
Có hai giống:
- Bulbophyllum lemniscatoides var. exappendiculatum J.J.Sm.
- Bulbophyllum lemniscatoides var. lemniscatoides.